# Remesella
Remesella es un género de foraminífero bentónico de la subfamilia Liebusellinae, de la familia Globotextulariidae, de la superfamilia Ataxophragmioidea, del suborden Ataxophragmiina y del orden Loftusiida. Su especie tipo es Remesella mariae. Su rango cronoestratigráfico abarca desde el Campaniense (Cretácico superior) hasta el Daniense (Paleoceno inferior).

## Discusión
Clasificaciones previas incluían Remesella en el suborden Textulariina del orden Textulariida o en el orden Lituolida.

## Clasificación
Remesella incluye a las siguientes especies:
- Remesella africana †
- Remesella mariae †
- Remesella varians †